# Первомайська (Чечня)
Первомайська (рос. Первомайская) — станиця у Грозненському районі Чечні Російської Федерації.
Населення становить 6063 особи (2019). Входить до складу муніципального утворення Первомайське сільське поселення.

## Історія
Згідно із законом від 20 лютого 2009 року органом місцевого самоврядування є Первомайське сільське поселення.

## Населення
| 1970  | 1990  | 2002  | 2010  | 2012  | 2013  | 2014  |
| ----- | ----- | ----- | ----- | ----- | ----- | ----- |
| 3851  | ↗4493 | ↗5015 | ↗5245 | ↗5359 | ↗5449 | ↗5533 |
| 2015  | 2016  | 2017  | 2018  | 2019  |       |       |
| ↗5601 | ↗5700 | ↗5810 | ↗5923 | ↗6063 |       |       |